# Montreuil-le-Gast
Montreuil-le-Gast (tiếng Breton: Mousterel-ar-Gwast, Gallo: Montroelh-le-Gast) là một xã của tỉnh Ille-et-Vilaine, thuộc vùng Bretagne, miền tây bắc nước Pháp.

## Dân số
Người dân ở Montreuil-le-Gast được gọi là Montreuillais.
| Năm | 1962 | 1968 | 1975 | 1982 | 1990 | 1999 |
| --- | ---- | ---- | ---- | ---- | ---- | ---- |
| Dân số | 507  | 513  | 801  | 1136 | 1580 | 1604 |
| From the year 1962 on: No double counting—residents of multiple communes (e.g. students and military personnel) are counted only once. |      |      |      |      |      |      |